# Килдер (округ)
Округ Килдер (енгл. County Kildare, ир. Contae Chill Dara) је један од 32 историјска округа на острву Ирској, смештен у његовом источном делу, у покрајини Ленстер.
Данас је округ Килдер један од 26 званичних округа Републике Ирске, као основних управних јединица у држави. Седиште округа је град Нејс, а значајни градови су и Ликслип и Њубриџ.

## Положај и границе округа
Округ Килдер се налази у источном делу ирског острва и Републике Ирске и граничи се са:
- север: округ Мид,
- североисток: округ Даблин,
- исток: округ Виклоу,
- југ: округ Карлоу,
- југозапад: округ Лиш,
- запад: округ Офали.

## Природни услови
Килдер је по пространству један од средњих ирских округа - заузима 24. место међу 32 округа.
Рељеф: Већи део округа Килдер је равничарско, 60-100 метара надморске висине, посебно у средини и на северу. На крајње југу је округ брежуљкаст.
Клима Клима у округу Килдеру је умерено континентална са изразитим утицајем Атлантика и Голфске струје. Стога град одликује блага и веома променљива клима.
Воде: Најважније реке у округу су: Бероу (југ), Лифи (исток) и Бојн (север). Од реке Лифи ка западу је прокопан тзв. Велики канал, који значајном дужном пролази кроз округ Килдер. У округу постоји низ мочвара, од којих је веома позната Аленова мочвара. У округу нема већих језера, што реткост за Ирску.

## Становништво
По подацима са Пописа 2011. године на подручју округа Килдер живело је близу 210 хиљада становника, већином етничких Ираца. Ово је за 80% више него на Попису 1841. године, пре Ирске глади и великог исељавања Ираца у Америку. Последње три деценије број становника округа расте по стопи од близу 3% годишње, па се број становника удвостручио у овом раздобљу.
Густина насељености - Округ Килдер има густину насељености од око 125 ст./км², што је двоструко више од државног просека (око 60 ст./км²). Источни део округа, који обухвата предграђа Даблина, је много бое насељен него запад и југ округа.
Језик: У целом округу се равноправно користе енглески и ирски језик.